# Jump (For My Love)
«Jump (For My Love)» es una canción electropop del grupo vocal estadounidense The Pointer Sisters, publicada el 11 de abril de 1984 como tercer sencillo de su décimo álbum de estudio Break Out (1983). La canción alcanzó el Top Ten en las listas Hot 100, R&B y dance de Billboard, y fue el sencillo dance estadounidense más vendido de 1984, vendido como un trío de canciones que incluía I Need You y Automatic. La canción alcanzó el éxito en las listas mundiales.
Dos décadas después, el grupo británico Girls Aloud rehicieron la canción como Jump, alcanzando el éxito internacional en 2003-2004.

## Historia
Jump (For My Love) fue coescrita por los colaboradores habituales Marti Sharron, Gary Skardina y Stephen Mitchell. Skardina y Mitchell se encargaron de la progresión de acordes, la melodía y los arreglos, mientras que Sharron se centró en la letra y la melodía. Según Sharron, la pista instrumental de la maqueta se completó antes que la letra: al escuchar por primera vez la reproducción de la pista instrumental en el estudio (cita de Marti Sharron:) "Mis compañeros y yo... estábamos tan contentos con el resultado que saltamos de alegría", lo que llevó a completar la canción para titularla Jump (el subtítulo de For My Love se añadió finalmente para diferenciar la canción de Van Halen Jump). Sharron recuerda que llamó por teléfono a Richard Perry, que estaba produciendo el próximo álbum de Pointer Sisters, y le dijo: "Tengo el gran éxito del álbum" y, aunque Perry se planteó dársela a Julio Iglesias, ya que Perry había colaborado como productor en el álbum 1100 Bel Air Place del cantante, Jump se convirtió en la última canción programada para el álbum Break Out de 1983.
A pesar de tipificar el sonido general de Break Out, Jump (For My Love) fue descartada como sencillo principal del álbum en favor de la balada I Need You, que Perry consideraba que reforzaría la presencia de las Pointer Sisters en la radio R&B, y aunque originalmente estaba programada como segundo sencillo del álbum, Jump... fue sustituida por otro tema de Break Out: Automatic devolvió a las Pointer Sisters al Top Ten del pop después de tres años de ausencia; sin embargo, Jump... se convirtió en el sencillo estadounidense más exitoso de Break Out tras su lanzamiento como tercer sencillo del álbum en abril de 1984. La canción alcanzó el número 3 tanto en la lista Hot 100 como en la de R&B de la revista Billboard en julio, y también se situó en el número 11 de la lista Billboard de canciones contemporáneas para adultos.
Jump (For My Love) proporcionaría a las Pointer Sisters un éxito internacional, llegando al n.º 3 en la lista flamenca de Bélgica, n.º 20 en Alemania Occidental, n.º 2 en Irlanda, n.º 9 en los Países Bajos, n.º 3 en Nueva Zelanda, n.º 13 en Suiza y n.º 6 en el Reino Unido. En Australia, se publicó como sencillo principal de Break Out en diciembre de 1983 y alcanzó el n.º 79. Reeditado después de Automatic, alcanzaría el n.º 8 en la lista australiana en septiembre de 1984. El sencillo australiano de Jump... también fue único al incluir como cara B el tema de Break Out Operator con Anita Pointer al frente; en otros territorios, Heart Beat, un tema con Ruth Pointer al frente introducido en el álbum anterior de las Pointer Sisters, So Excited! se utilizó como cara B de Jump (For My Love). Publicado antes de los Juegos Olímpicos de Los Ángeles 1984, el vídeo de la canción mostraba imágenes de atletas compitiendo en pruebas de atletismo, así como de las estrellas de la NBA Julius Erving y Magic Johnson.
Las Pointer Sisters fueron galardonadas con el Premio Grammy 1985 a la Mejor Interpretación Pop por un Dúo o Grupo con Voz por Jump..., y el coguionista Stephen Mitchell recibió su nominación al Premio Grammy a la Mejor Interpretación Instrumental Pop en 1985 por su actuación musical como músico principal en la grabación de la canción.

## Posición en listas
| Listas (1984)                             | Posición más alta |
| ----------------------------------------- | ----------------- |
| Alemania Federal (Official German Charts) | 20                |
| Australia (Kent Music Report)             | 8                 |
| Bélgica (Ultratop 50 Singles - Flandes)   | 3                 |
| Canadá (Canada Adult Contemporary)        | 1                 |
| Canadá (Canada Top Singles)               | 8                 |
| Estados Unidos (Billboard Hot 100)        | 3                 |
| Estados Unidos (Adult Contemporary)       | 11                |
| Estados Unidos (Hot R&B/Hip-Hop Songs)    | 13                |
| Estados Unidos (Dance Club Songs)         | 2                 |
| Estados Unidos (Cashbox)                  | 6                 |
| Irlanda (IRMA)                            | 2                 |
| Nueva Zelanda (Recorded Music NZ)         | 3                 |
| Países Bajos (Nederlandse Top 40)         | 10                |
| Países Bajos (Dutch Single Top 100)       | 9                 |
| Reino Unido (UK Singles Chart)            | 6                 |
| Sudáfrica (Springbok Radio)               | 13                |
| Suiza (Schweizer Hitparade)               | 13                |

## Versión de Girls Aloud
En 2003, el grupo de chicas británico Girls Aloud versionó Jump para la banda sonora de la película de comedia romántica Love Actually (2003), aunque finalmente no se utilizó en la película; en su lugar se utilizó la original de Pointer Sisters debido a que Girls Aloud no eran tan conocidas en aquel momento. Su versión fue producida por Brian Higgins y su equipo de producción Xenomania, grabada a petición del director Richard Curtis. Tras su lanzamiento en noviembre de 2003, Jump continuó la serie de éxitos de Girls Aloud, alcanzando el número dos en la lista de sencillos del Reino Unido y recibiendo la certificación de oro de la Industria Fonográfica Británica. Su versión apareció en la reedición de su álbum de debut Sound of the Underground y también se incluyó en el álbum del grupo de 2004 What Will the Neighbours Say?. La canción también se incluyó en el videojuego Just Dance 3, lanzado para Wii, Xbox 360 y PlayStation 3.
El vídeo musical se entrelazó con escenas de la película, para hacer creer que las integrantes de Girls Aloud se colaban en el 10 de Downing Street para espiar al Primer Ministro (Hugh Grant). Jump se promocionó a través de varias apariciones en directo y desde entonces se ha interpretado en todas las giras de conciertos del grupo. A pesar de las críticas de la crítica musical contemporánea, Jump se considera un punto de inflexión en la carrera del quinteto.

### Antecedentes y lanzamiento
El director de Love Actually, Richard Curtis, telefoneó a Xenomania mientras estaban en un taxi en Berlín para decirles que pensaba que Jump sería un buen sencillo de Girls Aloud. La versión de Jump no apareció en la película Love Actually utiliza la versión original de Pointer Sisters porque el público internacional no conoce a Girls Aloud, que aparecen en los créditos finales. Sin embargo, Girls Aloud sí aparecen en la banda sonora británica. El cuarto sencillo habría sido la canción del álbum Some Kind of Miracle de no haber surgido la oportunidad de la banda sonora. La versión de Girls Aloud conserva el aire ochentero del original, utilizando un Roland Jupiter-6 en el estribillo.
El sencillo se publicó el 17 de noviembre de 2003 en el Reino Unido en dos formatos diferentes de CD y como cinta de casete. El primer disco incluye Girls Allowed, un tema del álbum de debut de Girls Aloud, Sound of the Underground, y una versión de Grease que se grabó para el programa Greasemania de ITV1. El segundo CD incluía otro tema de Sound of the Underground, Love Bomb, producido por Betty Boo, y la mezcla vocal Almighty de Jump. Por su parte, la cinta de casete (y el CD europeo) incluía el sencillo y la mezcla vocal Almighty de Girls Allowed. El remix de Flip & Fill de Jump apareció en el CD del siguiente sencillo de Girls Aloud, The Show, y el Almighty Remix original de Jump apareció en el sencillo de 12" Long Hot Summer.
Según Cheryl Cole, en la autobiografía de Girls Aloud de 2008 Dreams That Glitter - Our Story, el sencillo fue "el momento en que nos dimos cuenta de que todo lo que habíamos estado haciendo era bastante deprimente y malhumorado [...] y eso no era lo que la gente quería". Nicola Roberts declaró además que "fue un punto de inflexión y a todo el mundo le encantó". Se editó un CD promocional con varias remezclas inéditas o que formaban parte de la colección de sencillos.

### Recepción
Respuesta de la crítica
La versión de Girls Aloud recibió críticas negativas de los críticos musicales. Alexis Petridis, de The Guardian, exclamó: "Xenomania pone todo lo que tiene en la pista, pero no puede rescatar una canción de mala calidad". La canción fue criticada por Lisa Verrico, de The Times, quien dijo que "coge la credibilidad que les quedaba [a Girls Aloud] y huye con ella. Un bajo horrible, una producción torpe y una forma de cantar mediocre colocan a las chicas en lo más bajo del pop". RTÉ dijo que "a los fans del grupo les encantará, pero el resto de nosotros nos preguntaremos por qué, sobre todo porque el original es mucho mejor". Por otro lado, David Hooper de BBC Music elogió el tema en su crítica del segundo álbum de Girls Aloud: "Veinte años después, esta versión actualiza muy bien la canción con un bienvenido regreso de esos sonidos de sintetizador y ruidos de bajo de The Show. Paul Scott, de Stylus Magazine, se mostró igualmente favorable: "Demuestra su fenomenal poder para encontrar cierta alegría en la fealdad. Es una auténtica inautenticidad ambientada con el sonido de mil discotecas. Es estar rodeado de una despedida de soltera borracha y encontrar encanto en lugar de repulsión".
Éxito en las listas
La canción debutó en el número dos de la lista de sencillos del Reino Unido. Casualmente, ambos grupos estaban dirigidos por Louis Walsh en aquel momento. Jump cayó sólo dos puestos la semana siguiente. El sencillo pasó cuatro semanas más entre los veinte primeros antes de caer. En total, la canción consiguió estar catorce semanas en el top 75. La industria fonográfica británica la certificó como disco de oro.
En la lista irlandesa de sencillos, Jump entró en el número dos y pasó tres semanas consecutivas en su punto álgido. En su cuarta semana en la lista irlandesa, Jump descendió sólo dos posiciones hasta el número cuatro. Pasó dos semanas más entre los diez primeros, en los números siete y nueve respectivamente, antes de subir de nuevo en la lista y pasar dos semanas en el número seis. Jump pasó una última semana entre los diez primeros irlandeses antes de caer en la lista.
Jump es una de las pocas canciones de Girls Aloud que tuvo un lanzamiento internacional fuera del Reino Unido e Irlanda, alcanzando el top diez en Bélgica, Países Bajos y Suecia.

### Vídeo musical
El vídeo musical de Jump, dirigido por Katie Bell, se hizo como si estuviera entrelazado con la película Love Actually. Durante el vídeo, las integrantes del grupo se cuelan en la residencia del Primer Ministro, interpretado por Hugh Grant en la película. El grupo se cuela en el número 10 de Downing Street por la ventana de un dormitorio antes de bajar de puntillas unas escaleras y echar un vistazo a una sala de conferencias vacía y sin luz. Las Girls Aloud vuelven a salir por la ventana. A lo largo del vídeo aparecen varias tomas de las mujeres cantando y bailando, como las que aparecen en la carátula del sencillo. También se contrató a un doble de Grant para el vídeo musical.

### Actuaciones en directo
Desde su lanzamiento, Jump se ha incluido en todas las giras de Girls Aloud. El tema se incluyó como penúltima canción en su gira de 2005 "What Will the Neighbours Say...?". El arreglo de la canción, interpretada entre luces de neón, se acercaba más a la versión original de Pointer Sisters. En la gira "Chemistry" de 2006, Jump se incluyó como bis. La actuación incluyó un baile sobre un tambor militar. Cuando la canción alcanza su clímax, se dispara la pirotecnia y cae confeti. Hay una explosión final mientras Girls Aloud descienden por debajo del escenario. Se incluyó en el primer tramo de la gira "The Greatest Hits Tour" de 2007. La canción volvió a incluirse como penúltima actuación en la gira "Tangled Up Tour" de 2008. Para la gira "Out of Control" de 2009, Jump se incluyó en un popurrí de grandes éxitos que cerró el espectáculo.

### Posición en listas
| Listas (2003)                           | Posición más alta |
| --------------------------------------- | ----------------- |
| Australia (ARIA)                        | 23                |
| Bélgica (Ultratop 50 Singles - Flandes) | 6                 |
| Bélgica (Ultratop 50 Singles - Valonia) | 33                |
| Escocia (UK Singles Chart)              | 2                 |
| Hungría (Rádiós Top 40)                 | 22                |
| Irlanda (IRMA)                          | 2                 |
| Nueva Zelanda (Recorded Music NZ)       | 13                |
| Países Bajos (Nederlandse Top 40)       | 8                 |
| Países Bajos (Dutch Single Top 100)     | 11                |
| Reino Unido (UK Singles Chart)          | 2                 |
| Rumania (Romanian Top 100)              | 97                |
| Suecia (Sverigetopplistan)              | 9                 |
| Suiza (Schweizer Hitparade)             | 58                |